# Balian von Ibelin (Seneschall von Zypern)
Balian von Ibelin (* um 1250; † Februar 1301) war ein Angehöriger des Hauses Ibelin und amtierender Seneschall des Königreichs Zypern. Er war einer der Söhne des Guido von Ibelin († 1255), Connétable von Zypern, und der Philippa Barlais.
Wahrscheinlich im Jahr 1286 wurde Balian von seinem Neffen, König Heinrich II. von Zypern, mit dem Amt des königlichen Seneschalls betraut. Über ihn ist sonst kaum etwas überliefert. Im Februar 1301 starb er, und sein jüngerer Bruder Philipp († 1318) folgte ihm im Amt nach.
Verheiratet war Balian mit Alix, die der armenischen Fürstenfamilie von Lampron angehörte. Sie hatten vier Kinder:
- Maria von Ibelin, ⚭ Ruben von Montfort († 1313), Titularherr von Tyrus und Toron.
- Isabella von Ibelin, ⚭ Johann von Ibelin († 1309), Titularherr von Arsuf.
- Guido von Ibelin († 8. September 1308), ⚭ Isabella von Ibelin († 1315).
  - Alix von Ibelin († 1386), ⚭ (1) König Hugo IV. von Zypern (1294–1359), ⚭ (2) Philipp von Braunschweig-Grubenhagen.
  - Margarete von Ibelin, ⚭ Guido von Ibelin († 1350/60), Seneschall von Zypern.
- Margarete von Ibelin, ⚭ Oschin von Korykos († 1329).

## Weblink
- IBELIN - DESCENDANTS of GUY IBELIN, MARSHAL and CONSTABLE of CYPRUS bei fmg.ac

| Personendaten    | Personendaten         |
| ---------------- | --------------------- |
| NAME             | Balian von Ibelin     |
| ALTERNATIVNAMEN  | Balian d’Ibelin       |
| KURZBESCHREIBUNG | Seneschall von Zypern |
| GEBURTSDATUM     | um 1250               |
| STERBEDATUM      | Februar 1301          |